# Univen Petróleo
A Univen Petróleo é uma refinaria de petróleo brasileira privada. Está localizada no município paulista de Itupeva.